# Thomas Vernoux
Pour les articles homonymes, voir Vernoux (homonymie).
Thomas Vernoux, né le 21 mars 2002 à Marseille, est un joueur français de water-polo évoluant au poste de pointe dans l’équipe du Cercle des nageurs de Marseille.

## Carrière

### Carrière en club
Thomas Vernoux, joueur du Cercle des nageurs de Marseille, il est sacré champion de France 2021-2022, 2022-2023 et 2023-2024.

### Carrière en sélection
Thomas Vernoux dispute avec l'équipe de France des moins de 17 ans la Coupe de la COMEN 2017 ainsi que le Championnat d'Europe 2017.
Il intègre l'équipe de France masculine de water-polo en 2017, dès l'âge de 15 ans,. Il dispute notamment les Jeux méditerranéens de 2018, la Super Finale de la Ligue mondiale masculine de water-polo 2022, ainsi que le Championnat d'Europe 2022.

## Famille et faits insolites
Il est le neveu du joueur de water-polo Yann Vernoux. Ses cousins Ema Vernoux et Romain Marion-Vernoux sont des joueurs de water-polo de haut niveau.
Il est aussi né le même jour que le joueur de water-polo du Lille UC Métropole Water-Polo, Julien Deram avec lequel il a joué contre dans le passé dans les équipes jeunes de water-polo.